# Учење путем откривања
Учење путем открића (енгл. Discovery Learning) је метод који се темељи на конструктивизму, односно на учењу психолога Пијажеа, Брунера и Паперта, а заснива се на приступу да ученици треба да успоставе интеракцију са својим окружењем и то тако што откривају и манипулишу објектима, долазећи до питања и контроверзи, кроз експеримент. 
Основна одлика учења путем открића је да оно што треба да се научи није дато, већ онај који учи мора самостално до тога доћи, тако што ће га открити. Прво треба постојеће податке организовати у нове целине, да би се дошло до комбинације која води ка решењу. На сличан начин се решавају и проблеми на које се наилази у свакодневном животу. 
Овакво учење се преклапа са рецептивним учењем, које карактерише примање готовог знања. Знање које се стиче вербалним рецептивним учењем, користи се приликом решавања проблема путем открића.
Учењем путем открића остварују се општи циљеви образовања, формира се аутономија, способност самосталног решавања проблема, способност за истраживања и примена наученог на нове ситуације, развија се мотивација и др.